# Mackenzie Ward
Mackenzie Ward (Eastbourne, 21 de fevereiro de 1904 — Brighton, 8 de março de 1976) foi um ator britânico de teatro e cinema.